# Impact Wrestling Emergence
Impact Wrestling Emergence – cykl gal amerykańskiej federacji wrestlingu Impact Wrestling. Pierwsze wydarzenie odbyło się w formie podwójnego odcinka specjalnego sztandarowego programu telewizyjnego federacji (Impact!) w sierpniu 2020, natomiast drugie, mające miejsce w sierpniu 2021, było jedną z gal Impact Plus Monthly Specials.

## Lista gal
| Gala             | Data             | Miasto                   | Arena                                   | Walka wieczoru | Źródło |
| ---------------- | ---------------- | ------------------------ | --------------------------------------- | --- | ------ |
| Emergence (2020) | 18 sierpnia 2020 | Nashville, Tenessee      | Tennessee State Fairground Sports Arena | The Motor City Machine Guns (Alex Shelley i Chris Sabin) (c) vs. The North (Ethan Page i Josh Alexander) Tag team match o Impact World Tag Team Championship | [ 1 ]  |
| Emergence (2020) | 25 sierpnia 2020 | Nashville, Tenessee      | Tennessee State Fairground Sports Arena | Deonna Purrazzo (c) vs. Jordynne Grace 30-minutowy Iron Man match o Impact Knockouts Championship                                                            | [ 2 ]  |
| Emergence (2021) | 20 sierpnia 2021 | Nashville, Tenessee      | Skyway Studios                          | Christian Cage vs. Brian Myers Singles match o Impact World Championship                                                                                     | [ 3 ]  |
| Emergence (2022) | 12 sierpnia 2022 | Chicago, Illinois        | Cicero Stadium                          | Josh Alexander vs. Alex Shelley Singles match o Impact World Championship                                                                                    | [ 4 ]  |
| Emergence (2023) | 27 sierpnia 2023 | Toronto, Ontario, Kanada | Rebel Entertainment Complex             | Trinity (c) vs. Deonna Purrazzo Singles match o Impact Knockouts World Championship                                                                          | [ 5 ]  |
| Emergence (2024) | 30 sierpnia 2024 | Louisville, Kentucky     | Old Forester’s Paristown Hall           | Nic Nemeth (c) vs. Josh Alexander 60-minutowy Iron man match o TNA World Championship                                                                        |        |
| Emergence (2025) | 15 sierpnia 2025 | Baltimore, Maryland      | Chesapeake Employers Insurance Arena    | TBD |        |